# Wuodendron
Wuodendron is een geslacht uit de familie Annonaceae. Het geslacht telt een soort die voorkomt van Bhutan tot in China (Yunnan) en Indochina.

## Soorten
- Wuodendron praecox (Hook.f. & Thomson) B.Xue, Y.H.Tan & X.L.Hou